# Ficks love
Ficks love er to relationer, der beskriver den mest almindelige form for diffusion af partikler. Ficks love blev formuleret af Adolf Fick i 1855.

## Lovene
I et volumen er der opløst et stof med en koncentration {\displaystyle c}, der afhænger af positionen {\displaystyle {\vec {r}}} og tiden {\displaystyle t}. Ifølge Ficks første lov er der et flux - en strøm af partikler pr. areal pr. tid - i modsat retning af koncentrationsgradienten. Størrelsen på fluxet er proportionalt med gradienten

| {\displaystyle {\vec {j}}=-D{\vec {\nabla }}c({\vec {r}},t)} | \| \| \| \| \| \| \| \| | (1) |
|                                                              |                         |     |
|                                                              |                         |     |
hvor {\displaystyle D} er diffusionskoefficienten, der beskriver, hvor let partiklerne bevæger sig. Hvis koncentrationen er faldende langs med retningen {\displaystyle x}, vil der altså være en flux af partikler i samme retning for at opveje dette. Med tiden bliver koncentrationen derved den samme overalt. Da antallet af partikler er bevaret, skal ændringen over tid modsvares af fluxet. Dette forhold beskrives af kontinuitetsligningen:
{\displaystyle {\frac {\partial c({\vec {r}},t)}{\partial t}}+\nabla \cdot {\vec {j}}=0}
Når den første lov indsættes, findes Ficks anden lov

| {\displaystyle {\frac {\partial c({\vec {r}},t)}{\partial t}}-D\nabla ^{2}c({\vec {r}},t)=0} | \| \| \| \| \| \| \| \| | (2) |
|                                                                                              |                         |     |
|                                                                                              |                         |     |
der også er diffusionsligningen for konstant {\displaystyle D}.